# La Blancaneu i els set nans
|  | Aquest article tracta sobre el conte popular. Si cerqueu la pel·lícula de Disney, vegeu «La Blancaneu i els set nans (pel·lícula de 1937)». |

(La) Blancaneu coneguda també com (La) Blancaneu i els set nans (títol original en alemany: Schneewittchen) és el títol d'un conte de fades o conte popular europeu del segle xix, que avui és conegut àmpliament arreu del món. La versió més coneguda del qual va ser recollida pels Germans Grimm en una primera edició el 1812. Fou publicada en el recull Kinder- und Hausmärchen (en català, Contes de fades per a infants i llars), evidentment inspirada en molts aspectes del folklore popular —del qual els dos germans eren profunds estudiosos. La ciutat de Lohr a la Baixa Francònia sosté que la Blancaneu va néixer allà.
El títol original alemany era Sneewittchen, una forma en baix alemany, però la primera versió va donar la traducció a l'alt alemany Schneeweißchen, i el conte. s'ha donat a conèixer en alemany per la forma mixta Schneewittchen. Els Grimm van completar la seva darrera revisió de la història el 1854, que es pot trobar a la versió de 1957 dels Contes de fades de Grimm.
El conte de fades inclou elements com el mirall màgic, la poma enverinada, el taüt de vidre i els personatges de la Reina malvada i els set nans. Els set nans van rebre primer noms individuals a l'obra de Broadway  Blancaneus i els set nans de 1912 i després se'ls va donar noms diferents a la pel·lícula de 1937 de Walt Disney Blancaneus i els set nans. La història de Grimm, que s'anomena habitualment "Blancaneu", no s'ha de confondre amb la història de "Blancaneu i rosa vermella" (en alemany "Schneeweißchen und Rosenrot"), un altre conte de fades recollit per els germans Grimm.
A la classificació del folklore d'Aarne–Thompson, contes d'aquest tipus s'agrupen com el tipus 709, Blancaneus. Altres d'aquest tipus inclouen "Bella Venezia", "Myrsina", "Nourie Hadig", "Gold-Tree and Silver-Tree", "The Young Slave" i "La petite Toute-Belle".

## Faula
Existeix una altra faula dels germans Grimm en què la protagonista es diu Blancaneu: La Blancaneu i Rosa-roja. No existeix cap correlació entre les dues protagonistes de les dues faules, que en l'original alemany tenen també dos noms lleugerament diversos: Schneewittchen (la Blancaneu de Blancaneu i els set nans) i Schneeweißchen und Rosenrot (la de Blancaneu i Rosa-roja). Tots dos noms tenen la mateixa significació; el primer és escrit segons els dialectes de la Baixa Alemanya (baix alemany), el segon segons aquells de l'Alta Alemanya (alt alemany). La primera Blancaneu és una princesa i té una madrastra malvada, i es casa amb un príncep que la desperta del seu somni de mort després d'haver-se menjat un tros de la poma enverinada per la seva madrastra, i la segona Blancaneu és la filla d'una camperola que viu en una caseta del bosc i té una germana bessona que es diu Rosa-roja i que les dues germanes bessones es casen també amb dos prínceps germans, un dels quals es transformat en un ós marró per un nan malvat.
El folklorista Joan Amades recull també en el "Folklore de Catalunya" dues versions autòctones del conte de Blancaneu, la protagonista del qual rep els noms de Tarongeta o Tarongineta. Amades afegeix que també rep a Catalunya els noms de Magraneta, Julivertina i Sang i Neu.
En el sistema de classificació de les faules d'Aarne-Thompson, Blancaneu representa el tipus 709. En el recull de faules dels germans Grimm, Blancaneu es troba al núm. 5.
La pel·lícula homònima de Walt Disney va contribuir a mantenir la història oral en circulació.

## La història

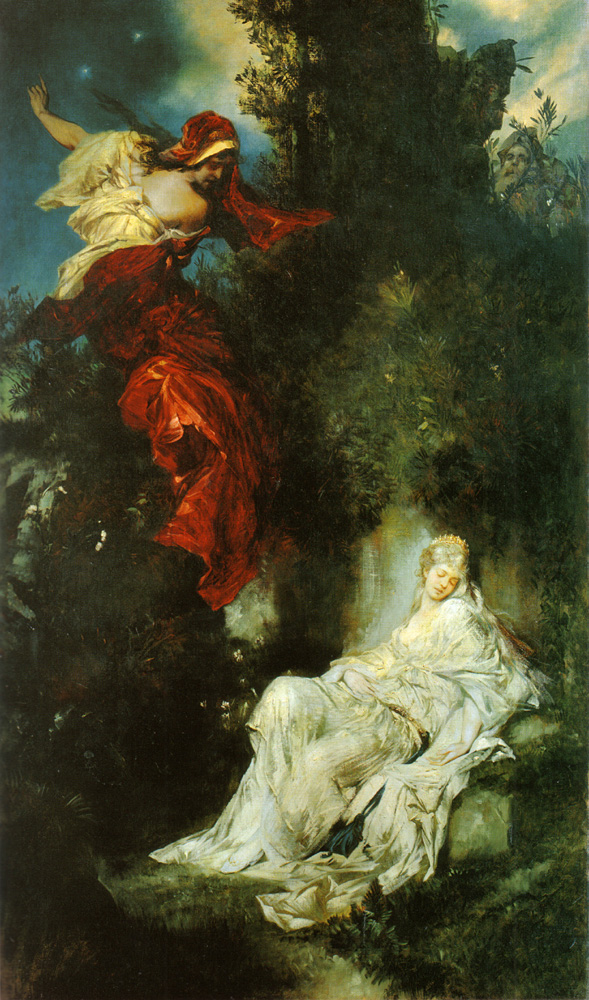
L'antagonista de la faula, la Reina Malvada, la malvada madrastra de la Blancaneu, amb la protagonista Blancaneu, tal com es mostra a La Blancaneu adormida de Hans Makart (1872)

Al principi de la història, una reina s'asseu cosint davant d'una finestra oberta durant una nevada d'hivern quan es punxa el dit amb l'agulla, provocant que tres gotes de sang vermella degotin sobre la neu blanca acabada de caure a l'ampit de la finestra negra. Aleshores es diu a si mateixa: "Com m'agradaria tenir una filla que tingués la pell blanca com la neu, els llavis vermells com la sang i els cabells negres com el banús". Temps després, la reina mor donant a llum una filla a qui anomena Blancaneu. (No obstant això, a la versió del conte de 1812, la reina no mor, sinó que més tard es comporta de la mateixa manera que ho fa la malvada madrastra de la Blancaneu, la reina malvada, en versions posteriors del conte, inclosa la iteració de 1854.) Un any més tard, el pare de Blancaneu, el rei, es torna a casar amb una altra dona. La seva nova i segonda esposa és molt bella, però ´és una dona vanidosa i malvada que practica bruixeria. La nova reina posseeix un mirall màgic, que pregunta cada matí: "Mirall màgic a la paret, qui és la més bella de totes?" El mirall màgic sempre diu a la reina que és la més bella. La reina sempre està satisfeta amb aquesta resposta perquè el mirall màgic mai va mentir. Però quan Blancaneu té set anys, la seva justícia supera la de la seva madrastra. Quan la reina malvada, la malvada madrastra de la Blancaneu, torna a fer la mateixa pregunta al seu mirall màgic, li diu que Blancaneu és la més bella.
Això li dona una gran sorpresa a la reina malvada, la malvada madrastra de la Blancaneu. Es torna envejosa i, a partir d'aquest moment, el seu cor es gira contra la Blancaneu, a qui la reina odià cada cop més amb el temps. Finalment, ella ordena un caçador que porti a la Blancaneu al bosc i la que mati. Com a prova que Blancaneu ha mort, la reina malvada també vol que torni amb el seu cor, que consumirà per esdevenir immortal. El caçador porta la Blancaneu al bosc, però després d'aixecar la daga, es veu incapaç de matar-la. Quan la Blancaneu s'assabenta del malvat pla de la seva madrastra, entre llàgrimes suplica al caçador: "Espareix-me aquesta burla de la justícia! Fugiré al bosc i mai més tornaré a casa!" Després de veure les llàgrimes als ulls de la princesa Blancaneu, el caçador accepta, de mala gana, perdonar la Blancaneu i li porta a la reina un cor de senglar.
Després de passejar pel bosc durant hores, la Blancaneu descobreix una petita cabana que pertany a un grup de set nans. Com que no hi ha ningú a casa, menja alguns dels petits àpats, beu una mica del seu vi i després prova tots els llits. Finalment, l'últim llit és prou còmode per a ella, i s'adorm. Quan els nans tornen a casa, de seguida s'adonen que hi ha hagut un lladre a casa seva, perquè tot a casa seva està en desordre. Buscant frenèticament, pugen les escales i descobreixen la Blancaneu adormida. Es desperta i els explica l'intent de la seva madrastra, la reina malvada, de matar-la, i els set nans s'apiaden d'ella i la deixen quedar amb ells a canvi d'una feina com a una criada de casa seva. L'adverteixen que vagi amb compte quan estigui sola a casa i que no deixi entrar ningú a casa seva mentre treballen a la muntanya.
La Blancaneu es converteix en una donzella absolutament encantadora, justa i bonica. Mentrestant, la reina malvada, que creu que es va desfer de la seva fillastra Blancaneu una dècada abans, li pregunta una vegada més al seu mirall màgic: "Mirall màgic a la paret, qui és ara la més bella de totes?" El mirall li diu que no només Blancaneu encara és la més bella de la terra, sinó que actualment s'amaga amb els nans. La reina malvada, la malvada madrastra de la Blancaneu, està furiosa i decideix matar la princesa Blancaneu, la seva pròpia fillastra, ella mateixa. En primer lloc, apareix a la cabana dels set nans, disfressada d'un vell venedor ambulant, i ofereix a la Blancaneu uns cossos de cordons sedosos i de colors com a regal. La seva madrastra, la reina malvada, la corda tan fortament que Blancaneu es desmaia; els set nans tornen just a temps per fer reviure a la Blancaneu afluixant els cordons. A continuació, la reina malvada es disfressa de venedora de pentinats i convenç a la Blancaneu perquè porti una pinta preciosa com a regal; acaricia els cabells de la Blancaneu amb la pinta enverinada. La noia és superada pel verí de la pinta, però els set nans torna a reviure quan li treuen la pinta dels cabells. Finalment, la reina malvada es disfressa d'esposa d'un granger i ofereix a la Blancaneu una poma enverinada. La Blancaneu dubta a acceptar-ho, així que la reina talla la poma per la meitat, menjant-se la meitat blanca (inofensiva) i donant la meitat vermella i enverinada a la Blancaneu; la noia fa una mossegada amb ganes i després cau en coma, fent que la seva malvada madrastra, la reina malvada, pensi que finalment ha triomfat. Aquesta vegada, els set nans són incapaços de despertar la Blancaneu i, assumint que finalment la reina l'ha assassinat, la posen a un taüt de vire com a funeral per ella.
L'endemà, un príncep es troba amb una Blancaneu aparentment morta estirada al seu taüt de vidre durant una excursió de caça. Després d'escoltar la seva història dels set nans, el príncep pot portar a la Blancaneu al seu lloc de descans adequat al castell del seu pare. Tot d'una, mentre la Blancaneu és transportada, un dels criats del príncep s'ensopega i perd l'equilibri. Això desallotja el tros de la poma enverinada de la gola de la Blancaneu, ressuscitant-la màgicament. El Príncep està encantat d'aquest miracle, i declara el seu amor a la Blancaneu, ara viva i sana, que, sorprès de trobar-se amb ell cara a cara, accepta humilment la seva proposta de matrimoni. El príncep convida a tots els de la terra al seu casament, inclòs la malvada madrastra de la Blancaneu, la reina malvada.
La reina malvada, la malvada madrastra de la Blancaneu, creient que per fi es va desfer de la seva fillastra Blancaneu, torna a preguntar al seu mirall màgic qui és la dona més bella del país. El mirall màgic diu que hi ha una núvia d'un príncep, que encara és més bella que ella. La reina malvada decideix visitar el casament i investigar. Un cop arriba, la reina malvada es congela per la ràbia i la por quan descobreix que la núvia del príncep és la seva fillastra, la mateixa princesa Blancaneu. La reina malvada furiosa intenta sembrar el caos i intenta matar-la de nou, però el príncep la reconeix com una amenaça per a la princesa Blancaneu quan s'assabenta de la veritat de la seva núvia, la princesa Blancaneu. Com a càstig per l'intent d'assassinat de la princesa Blancaneu, el príncep ordena a la reina que porti un parell de sabatilles de ferro incandescent i que balli amb elles a la malvada madrastra de la Blancaneu, la reina malvada, fins que es mori. Amb la reina malvada finalment derrotada i morta pel cansament de ballar amb les sabates escalfades al foc de ferr incandescent, el casament de Blancaneu amb el príncep continua pacíficament.

Il·lustracions de Franz Jüttner de Sneewittchen (1905)
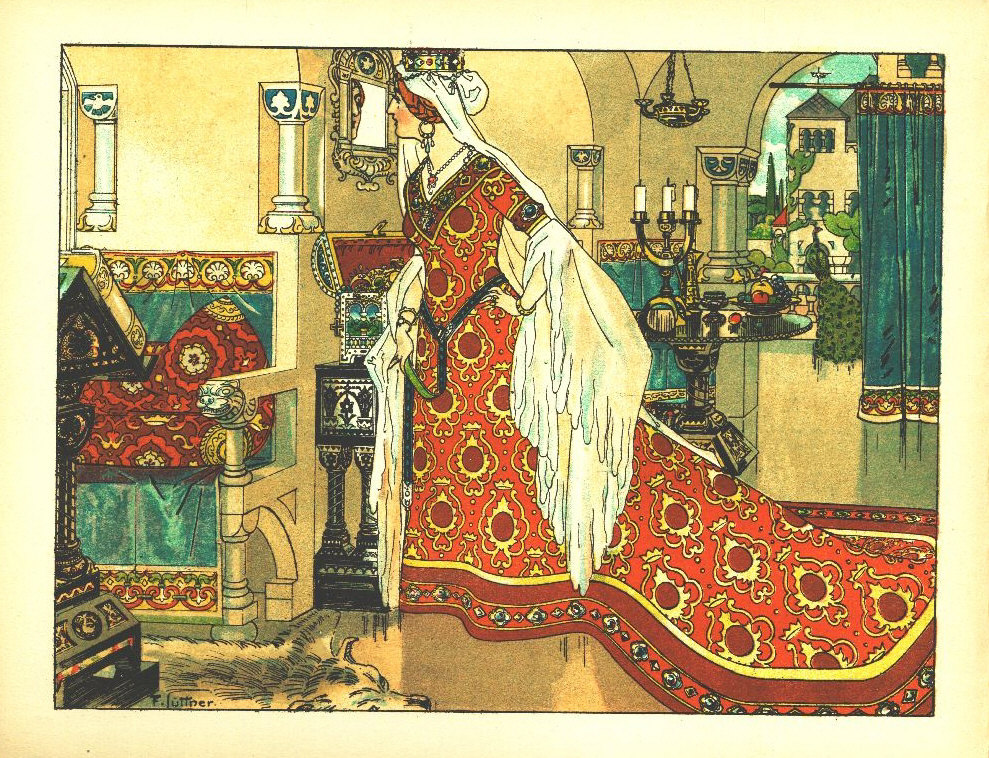
1. La reina pregunta al mirall màgic
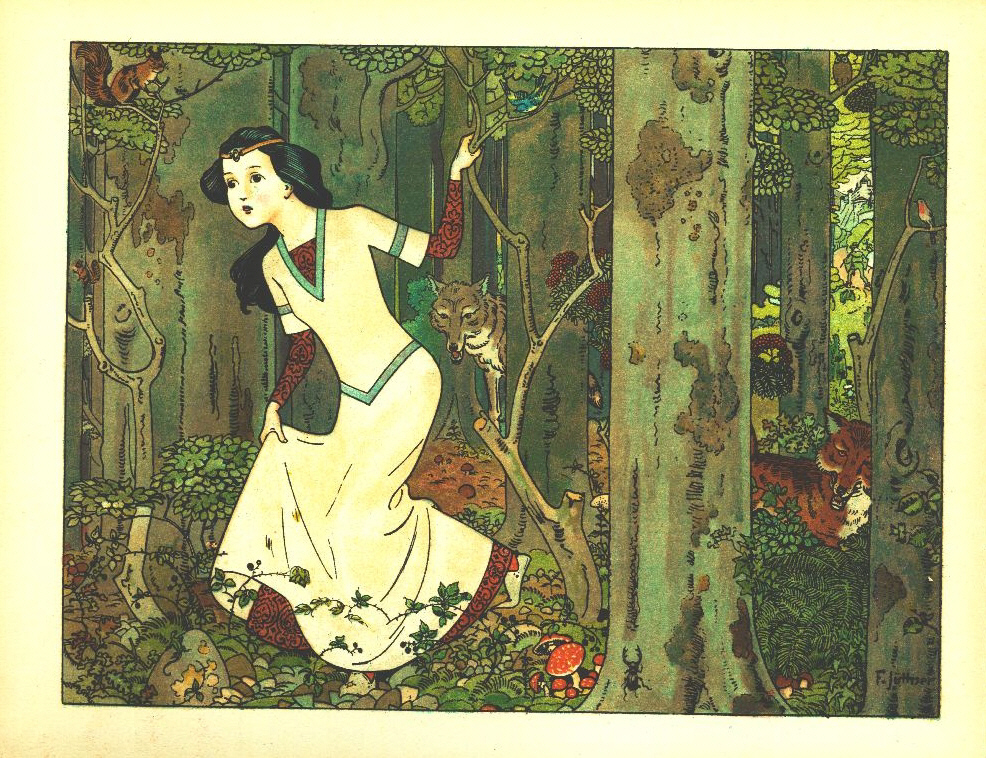
2. Blancaneu al bosc
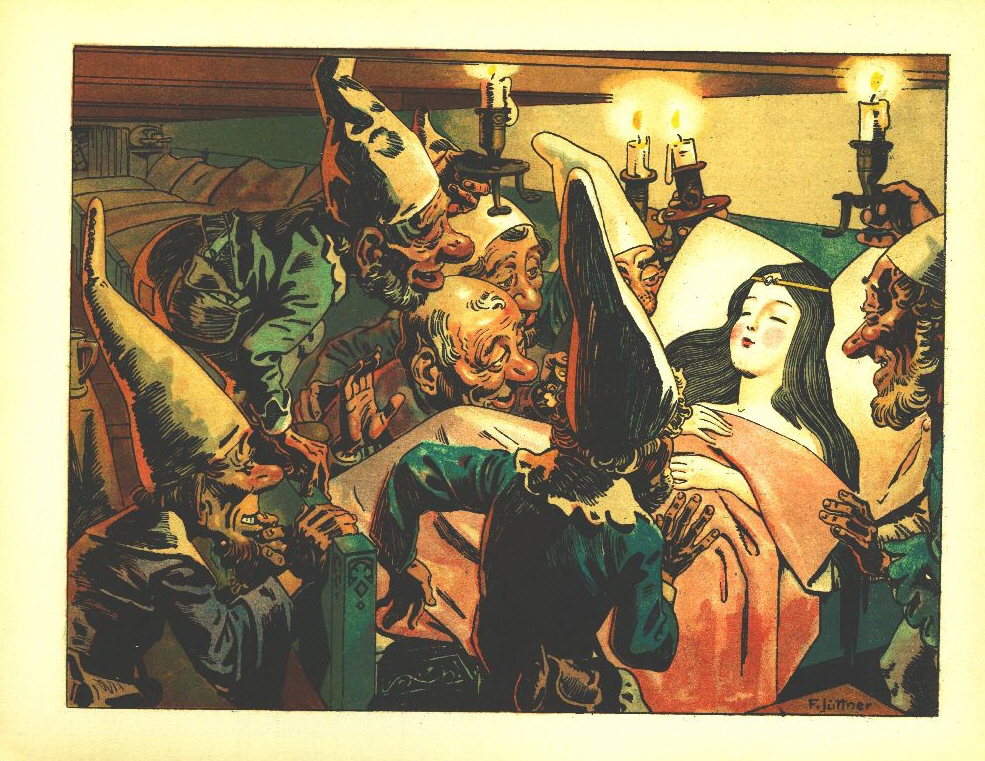
3. Els nans troben la Blancaneu adormida
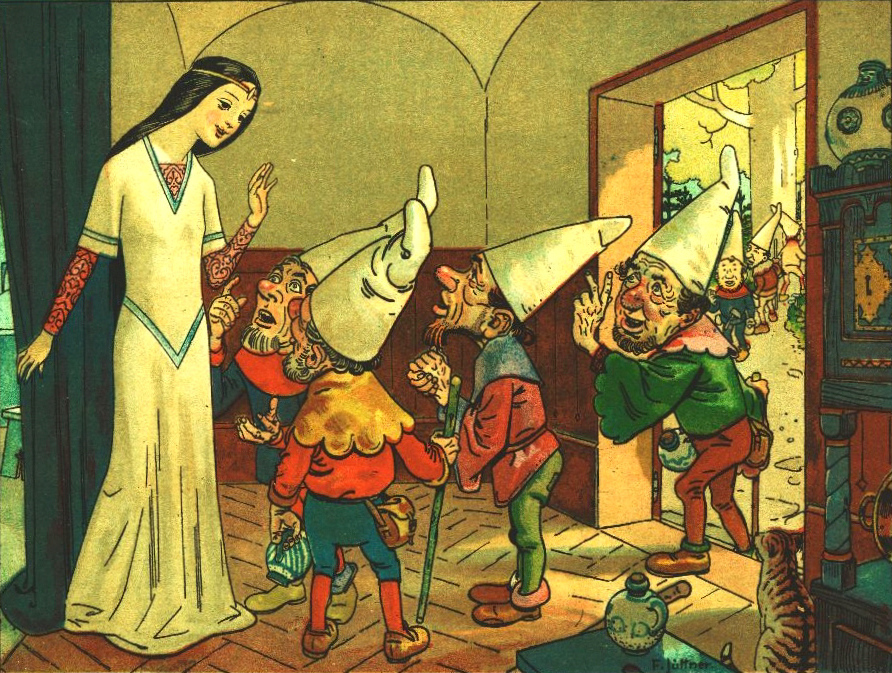
4. Els nans deixen Blancaneu a càrrec de la casa
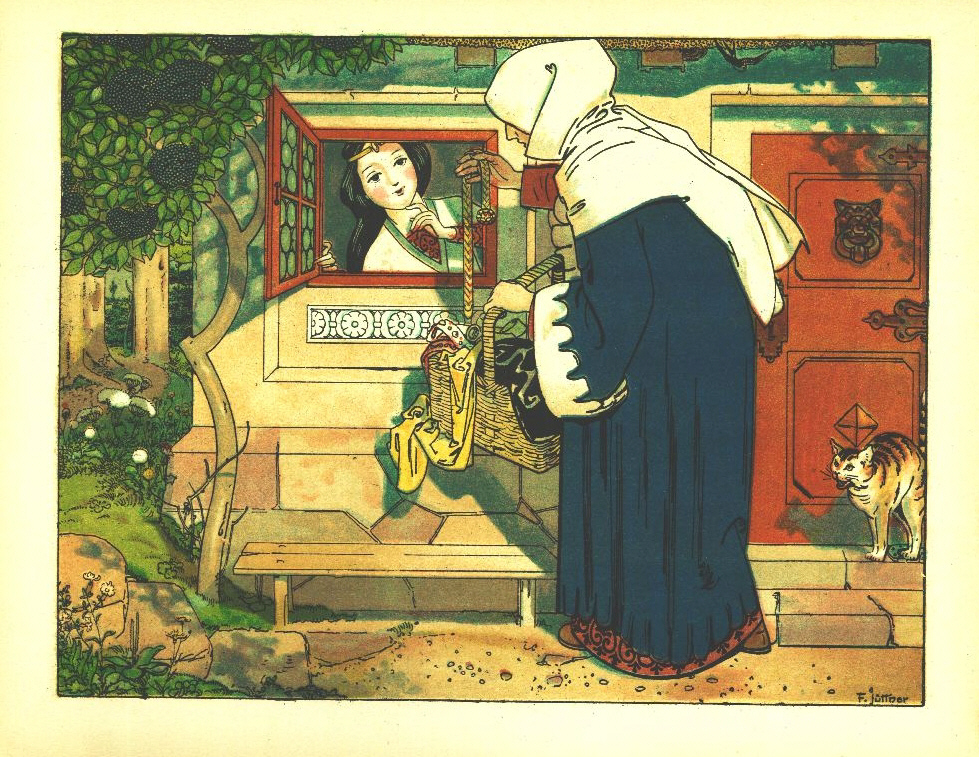
5. La Reina visita la Blancaneu
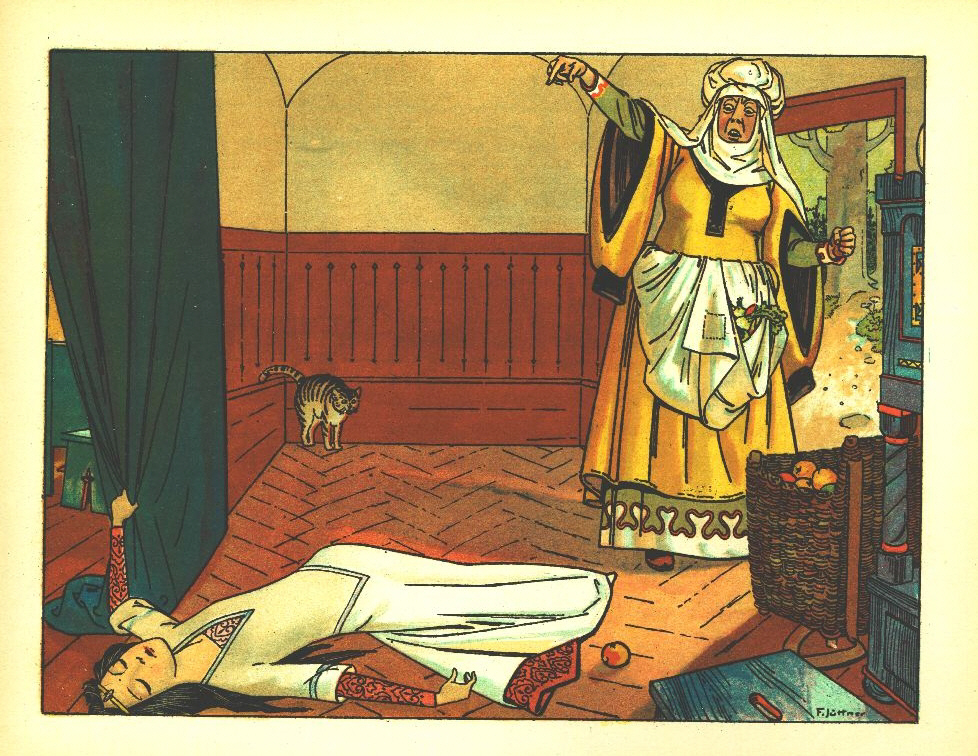
6. La reina ha enverinat Blancaneu
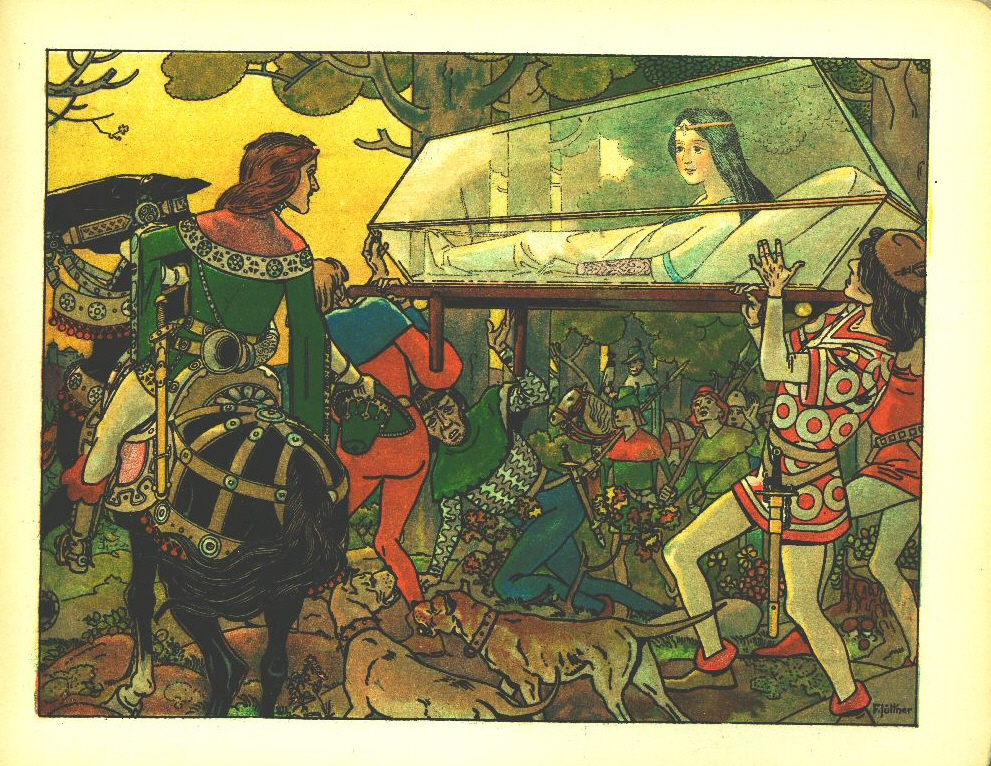
7. El príncep desperta Blancaneu
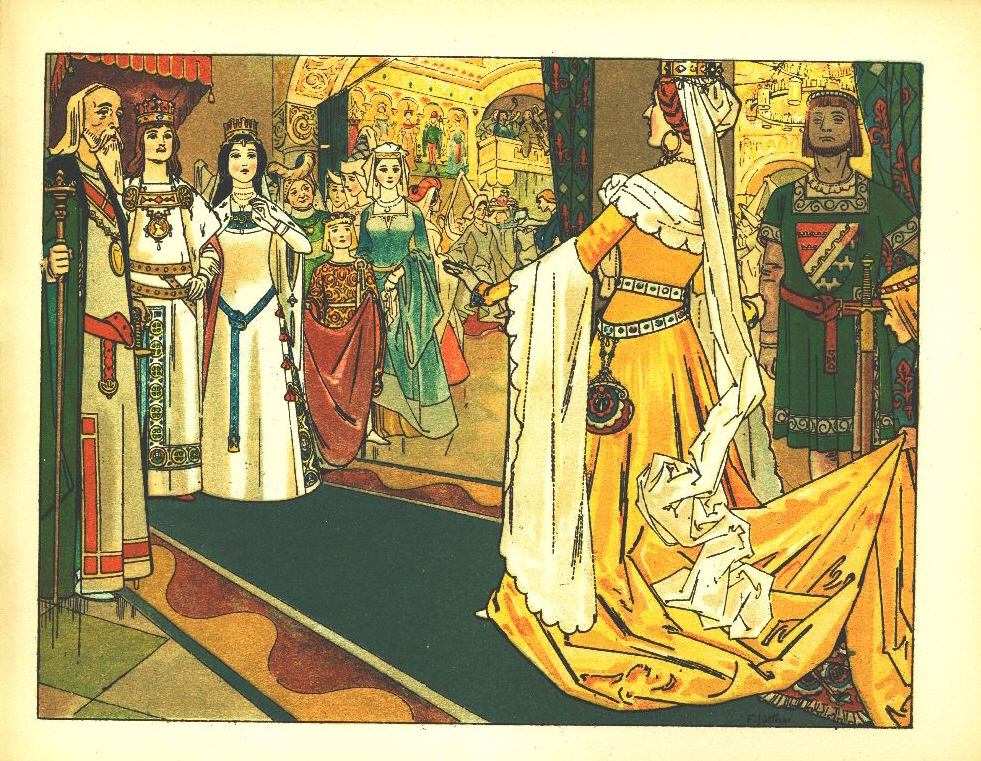
8. La reina descobreix i s'enfronta a la Blancaneu en el seu casament

## Inspiració

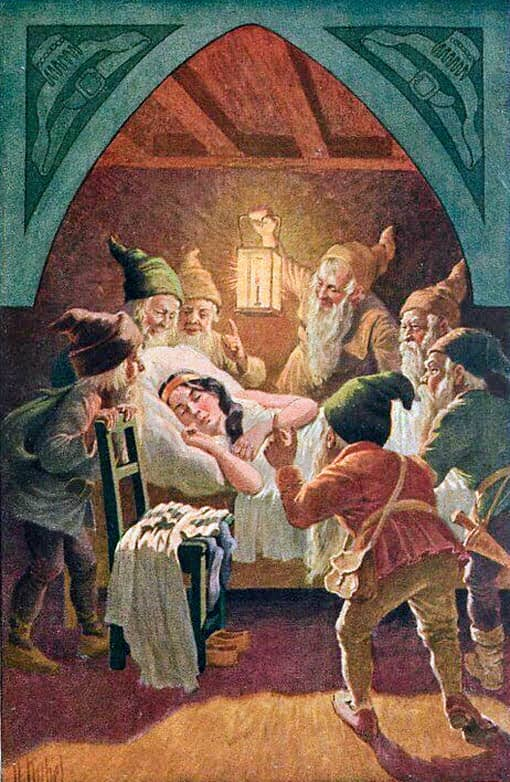
Il·lustració d'Otto Kubel

Els estudiosos han teoritzat sobre els possibles orígens del conte, i folkloristes com Sigrid Schmidt, Joseph Jacobs i Christine Goldberg van assenyalar que combina múltiples motius que també es troben en altres contes populars. L'estudiós Graham Anderson compara el conte de fades amb la llegenda romana de Chione, o "Neu", registrada a Les Metamorfosis d'Ovidi.
A les dècades de 1980 i 1990, alguns autors alemanys van suggerir que el conte de fades podria haver estat inspirat en una persona real. Eckhard Sander, un professor, va afirmar que la inspiració va ser Margaretha von Waldeck, una comtessa alemanya nascuda el 1533, així com diverses altres dones de la seva família. Karlheinz Bartels, un farmacèutic i erudit de Lohr am Main, una ciutat al nord-oest de Baviera, va crear una teoria irònica que Blancaneu era Maria Sophia Margarethe Catharina, baronessa von und zu Erthal, nascuda el 1725. No obstant això, aquestes teories són generalment rebutjades pels estudiosos seriosos, amb el professor de folklore Donald Haase anomenant-les "pura especulació i gens convincent".
Més convincent és que Giambattista Basile va escriure i explicar els seus contes de fades molt abans que Charles Perrault i els germans Grimm, que coneixien i traduïen els seus contes de fades, per la qual cosa també es van inspirar en ells. L'obra mestra "Lo cunto de li cunti" publicada pòstumament els anys 1634-1636 conté contes de fades inspirats en personatges italians reals, com el cas de "Lo cuorvo" o "Il corvo" ("El corb"). Aquest conte de fades parla d'un home noble (amb un nom confós amb la vida real), que un dia veu un corb mort a la neu, i el contrast de la sang vermella sobre el blanc li impacta tant que no vol res més que un núvia de pell blanca i galtes vermelles. Llegint la història, la núvia es troba a Venècia, on sembla que va originar la família de la persona real que va inspirar aquest conte a Basile. Aquesta és una de les primeres inspiracions per a aquell personatge, aquell personatge que després s'anomenarà Blancaneu en altres històries. Aquesta interpretació tornaria a connectar amb la de Graham Anderson, perquè els personatges reals estarien vinculats al lloc de naixement de l'escriptor llatí Ovidi Naso. Així, la història de Chione, juntament amb el matrimoni de Giovanna Zazzera (d'origen venecià) amb Annibale Corvi (la família Corvi adorava els corbs per un esdeveniment llegendari del passat), va inspirar a Basile per al seu conte de "El corb" o "El corb". On precisament hi havia una dona de Venècia amb les característiques que demana l'home noble i que corresponen a les característiques d'aquell personatge que després s'anomenaria Blancaneu.

## Interpretacions
Apareixen diferents elements comuns amb altres històries, com la poma enverinada que mata Blancaneu i que la sotmet en un somni profund de mort, creat per la seva malvada madrastra, la Reina Malvada, quan s'ha transformat en una bruixa lletja i anciana per art de màgia negra per enganyar la noia, o el petó d'amor veritable del príncep que la salva i la desperta del seu son profund. En les primeres versions el petó d'amor veritable del príncep no apareixia i era un sotrac del taüt que desvetllava la princesa Blancaneu, potser és una contaminació de La Bella Dorment. Igualment el concurs de la bellesa amb un mirall màgic que parla és un motiu tradicional de l'enveja que sent la malvada madrastra i bruixa de la Blancaneu, la Reina Malvada, per la seva pròpia fillastra, la princesa Blancaneu.
La crítica feminista considera que és un conte per a alliçonar sobre el paper reservat a la dona, puix que Blancaneu se salva perquè accepta de prendre cura dels set nans del bosc i servir-los, i perquè la bellesa és el motor de la trama. En la psicoanàlisi se subratlla el complex d'Èdip i la gelosia de la Reina Malvada com a detonants de l'acció.
En una versió albanesa antiga no són els set nans del bosc sinó uns set dracs les criatures que acullen Blancaneu. Aquest paper positiu de criatures usualment vistes com a negatives és un tret fonamental de la història (en els contes de fades, els set nans del bosc i els dracs solen ser guardians de tresors o raptors de noies i princeses innocents).
L'article "Religious Symbols" d'Erin Heys al lloc web Religion & Snow White analitza l'ús de nombrosos símbols a la història, les seves implicacions i les seves interpretacions cristianes, com ara els colors vermell, blanc i negre; la poma; el número set; i resurrecció.

## Variacions
Els estudis principals de les variants tradicionals de Blancaneu són Ernst Böklen, Schneewittchen Studien de 1910, que reimprimeix cinquanta variants de Blancaneu, i estudis de Steven Swann Jones. En la seva primera edició, els germans Grimm van publicar la versió que havien recollit per primera vegada, en la qual el dolent de la peça és la gelosa mare biològica de Blancaneu . En una versió enviada a un altre folklorista anterior a la primera edició, a més, no ordena a una criada que la porti al bosc, sinó que la porta ella mateixa a recollir flors i l'abandona; en la primera edició, aquesta tasca va ser transferida a un criat. Es creu que el canvi a madrastra en edicions posteriors va ser per atenuar la història per als nens.
Una versió popular però desinfectada de la història és la pel·lícula d'animació nord-americana de 1937 La Blancaneu i els set nans de Walt Disney. La variació de Disney de Blancaneu va donar noms als nans i va incloure una Blancaneu cantant. La pel·lícula de Disney també és l'única versió en què Blancaneu i el seu príncep es troben abans de mossegar la poma; de fet, és aquesta reunió la que posa en marxa la trama. En lloc dels seus pulmons i fetge, tal com està escrit a l'original, la reina malvada, la malvada madrastra de la Blancaneu, demana al caçador que li porti el cor de Blancaneu. Tot i que s'esmenta el cor, mai es mostra a la caixa. Blancaneu també és més gran i més madura. I és descoberta pels nans després de netejar-los la casa, no vandalitzar-la. A més, a la pel·lícula de Disney, la reina malvada, la malvada madrastra de la Blancaneu, només intenta matar una vegada a Blancaneu (amb la poma enverinada) i falla. Aleshores mor en caure per un penya-segat i ser aixafada per una roca, després que els set nans l'haguessin perseguit pel bosc. A l'original, la reina es veu obligada a ballar fins a la mort amb unes sabatilles de ferro calent.

### Variants
Aquest tipus de contes està molt estès a Europa, a Amèrica, a l'Àfrica i "en algunes tradicions turques". També es diu que el conte es troba a l'Orient Mitjà, a la Xina, a l'Índia i a les Amèriques.
Pel que fa a la distribució turca del conte, també es diu que existeixen paral·lelismes a l'Àsia central i Sibèria oriental, entre els mongols i els pobles tungús.
Els estudis de Sigrid Schmidt i Hasan El-Shamy assenyalen la presència del tipus de contes a tot el continent africà (nord, oest, centre, est i sud-est), sovint combinat amb altres tipus de contes.

### Europa
Una anàlisi primària del folklorista celta Alfred Nutt, al segle xix, va establir que el tipus de conte, a Europa, es distribuïa "des de la península balcànica fins a Islàndia, i de Rússia a Catalunya", amb el major nombre de variants trobant-se a Alemanya i Itàlia.
Aquesta distribució geogràfica semblava confirmada pels estudis acadèmics del segle xx. Un article de 1957 del filòleg italià Gianfranco D'Aronco estudiava els Contes de màgia més difosos al territori italià, entre els quals Biancaneve. Una investigació acadèmica de l'Istituto centrale per i beni sonori ed audiovisivi ("Institut Central del Patrimoni del So i l'Audiovisual") italià, produïda a finals dels anys 60 i principis dels 70, va trobar trenta-set variants del conte a través de fonts italianes. L'estudiosa Sigrid Schmidt va fer una avaluació similar, que va afirmar que el tipus de conte era "particularment popular" al sud d'Europa, "especialment" a Itàlia, Grècia i la península ibèrica. A més, l'erudit suec Waldemar Liungman va suggerir Itàlia com a centre de difusió de la història, ja que considerava Itàlia com la font del conte ("Ursprung"), i conté el major nombre de variants no derivades de la història del conte de Grimm.
Un altre estudi, de l'investigador Theo Meder, apunta a una àmplia distribució a Europa occidental, especialment a Irlanda, Islàndia i Escandinàvia.

#### Alemanya
La "Blancaneu" dels germans Grimm va ser anterior a diverses altres versions alemanyes del conte, la més antiga és la "Richilde" de Johann Karl August Musäus (1782), una novel·la satírica explicada des del punt de vista de la malvada madrastra. Albert Ludwig Grimm (sense relació amb els germans Grimm) va publicar una versió teatral, Schneewittchen, l'any 1809. Els Grimm van recollir almenys vuit variants diferents del conte, que consideraven un dels contes populars alemanys més famosos.

#### Itàlia
Giambattista Basile va escriure i explicar els seus contes de fades molt abans que Charles Perrault i els germans Grimm, que coneixien i traduïen els seus contes de fades, per la qual cosa també es van inspirar en ells. L'obra mestra "Lo cunto de li cunti" publicada pòstumament els anys 1634-1636 conté contes de fades inspirats en personatges italians reals, com el cas de "Lo cuorvo" o "Il corvo" ("El corb"). Aquest conte de fades parla d'un Rei, un títol nobiliari que serveix per facilitar la comprensió als nens i per fer-los entendre que és algú que mana, que un dia veu un corb mort a la neu, i el contrast de la sang vermella sobre el blanc l'ataca tant que no vol res més que una núvia de pell blanca i galtes vermelles. Aquesta és una de les primeres inspiracions per a aquell personatge que en el transcurs de les alteracions dels contes i històries es dirà Blancaneu en el futur. Aquesta idea la van reprendre els germans Grimm, que coneixien i van traduir Basile a l'alemany. El personatge de Blancaneu sembla estar inspirat en la marquesa Giovanna Zazzera (de vegades escrita Zazzara), d'una família d'origen venecià (la família del doge Marino Zorzi).
La marquesa Giovanna Zazzera s'hauria casat amb Annibale de la família Corvi de Sulmona. El cognom Corvi significa Corb potser a causa que en temps antics un corb ajudà un avantpassat en una batalla, posant-lo al seu casc i atacant els enemics gals. Així, en el personatge de Blancaneu es troba un cabell negre com el corb, la pell blanca com la neu amb les galtes vermelles. Tot va començar d'aquest conte de fades i com que Basile també va treballar entre les milícies de Venècia, durant aquest període la història es va explicar entre els venecians i d'allà va passar a Alemanya. Cal recordar que la marquesa Giovanna Zazzera i el baró Annibale Corvi van viure als Abruços, on aleshores va néixer una versió que va anar canviant amb el temps i que sempre es referia a Venècia (perquè Giovanna Zazzera descendia de Pietro Zorzi, germà del Dux Marino Zorzi). No en va, segons una altra tesi, recolzada pel professor de Treviso Giuliano Palmieri, el conte de Blancaneu podria ser originari dels Dolomites de la província de Belluno, i provenir de les valls de Cordevole. On probablement va arribar a aquest territori propietat de Venècia, quan Basile treballava a les milícies venecianes.
Entre moltes coses, la ciutat de Sulmona on vivien Giovanna Zazzera i Annibale Corvi, va ser el bressol de l'escriptor Ovidi Naso. L'estudiós Graham Anderson compara el conte amb la llegenda romana de Chione, o "Neu", registrada a Les Metamorfosis d'Ovidi. Així, una vegada més, els orígens es fixen a Itàlia, de nou al lloc de naixement de Publi Ovidi Naso, que després inspiraria a Giambattista Basile juntament amb el matrimoni de la marquesa Giovanna Zazzera amb la família Corvi, per donar vida al personatge.
En la majoria de versions italianes l'heroïna no és filla d'un rei sinó d'un hostaler, l'antagonista no és la seva madrastra sinó la seva mare biològica, i en lloc de nans es refugia amb lladres, com podem veure a La Bella Venezia, una versió abruzzesa recollida per Antonio De Nino, en què la mare pregunta als seus clients si han vist una dona més bella que ella. Si diuen que no, només els cobra la meitat del preu, si diuen que ho han fet, els cobra el doble. Quan els clients li diuen que la seva filla és més maca que ella, es posa gelosa. A Maria, la seva malvada madrastra i els set lladres ("Maria, die böse Stiefmutter und die sieben Räuber"), una versió siciliana recollida per Laura Gonzenbach l'heroïna també viu amb lladres, però l'antagonista és la seva madrastra i no és hostaler.
De vegades, les protectores de l'heroïna són femenines en comptes d'homes, com a La cruel madrastra (La crudel matrigna), una variant recollida per Angelo de Gubernatis en la qual, com en la versió dels Grimm, la contrapart de la Blancaneu, anomenada aquí Caterina, és filla d'un rei, i l'antagonista és la seva madrastra, que ordena als seus criats que matin la seva fillastra després d'escoltar la gent comentar com és més maca que la Caterina. ella. Un dia les dues dones van a missa juntes. En lloc d'un protector masculí, la Caterina es refugia en una casa a la vora del mar on viu una dona gran. Més tard una bruixa descobreix que la Caterina encara viu i on viu, així que va a dir-ho a la reina, que l'envia de tornada a la cabana per matar-la amb flors enverinada en lloc d'una poma. Una versió similar de Siena va ser recollida pel folklorista sicilià Giuseppe Pitrè, en què l'heroïna, anomenada Ermellina, fuig de casa muntant una àguila que la porta a un palau habitat per fades. La madrastra de l'Ermellina envia una bruixa disfressada de criada de la seva fillastra al palau de les fades per intentar matar-la dues vegades, primer amb caramels enverinats i la segona amb un vestit encantat. Pitré també va recollir una variant de Palerm titulada "Nena Margarita" (La 'Nfanti Margarita) on l'heroïna s'allotja en un castell encantat.
També hi ha un parell de conversions que combina el conte ATU tipus 709 amb la segona part del tipus 410 La Bella Dorment, en què, quan l'heroïna es desperta, la mare del príncep intenta matar-la a ella i als fills que ha tingut amb el príncep. Gonzenbach va recollir dues variants de Sicília, la primera anomenada Maruzzedda i la segona Bella Anna; i Vittorio Imbriani van recollir una versió titulada La Bella Ostessina.
En algunes versions, els antagonistes no són la mare o la madrastra de l'heroïna, sinó les seves dues germanes grans, com en una versió del Trentino recollida per Christian Schneller, o una versió de Bolonya recollida per Carolina Coronedi-Berti. En aquesta darrera versió, el paper tant del mirall com dels nans és interpretat per la Lluna, que diu a les germanes grans que la petita, anomenada Ziricochel, és la més maca, i després l'amaga al seu palau. Quan les germanes descobreixen que Ziricochel encara és viva, envien un astròleg per matar-la. Després de diversos intents, finalment aconsegueix convertir-la en una estàtua amb una camisa encantada. Ziricochel es revifa després que les germanes del príncep es treuen la camisa.
Italo Calvino va incloure la versió de Bolonya recollida per Coronedi Berti, retitulant-la Giricoccola, i la versió abruzzesa recollida per De Nino en Contes populars italians.

#### França
Paul Sébillot va recollir dues variants de la Bretanya, al nord-oest de França. En el primer, titulat "Les mitges encantades" (Les Bas enchantés), comença de manera semblant a la versió de Gubernatis, amb l'heroïna filla d'una reina, i la seva mare volia matar-la després que un soldat marxava davant del seu balcó diu que la princesa és més bonica que la reina. El paper de la poma enverinada el compleixen les mitges titulars, i l'heroïna reviu després que la germana petita del príncep se les tregui quan juga. A la segona, titulada La petite Toute-Belle, una criada acusa l'heroïna d'haver robat les coses que va robar i després la llença a un pou. L'heroïna sobreviu a la caiguda i acaba vivint amb tres dracs que viuen al fons del pou. Quan la mare de l'heroïna descobreix que la seva filla encara és viva, envia dues vegades una fada per intentar matar-la, primer amb ametlles de sucre, que els dracs li adverteixen que s'enverinen abans de menjar-les, i després amb un vestit vermell. En una altra versió de Bretanya, aquesta recollida per François Cadic, l'heroïna es diu Rose-Neige ("Neu-Rosa") perquè la seva mare es va punxar el dit amb una rosa en un dia de neu i volia tenir una filla bella com la rosa. El paper dels nans és interpretat pels Korrigans, criatures semblants als nans del folklore bretó. Louis Morin va recopilar una versió de Troyes, al nord-est de França, on com en la versió dels Grimm la mare qüestiona un mirall màgic. Geneviève Massignon va recopilar una versió de Còrsega titulada Anghjulina, on els papers tant del caçador com dels nans són, en canvi, un grup de bandolers als quals la mare d'Anghjulina demana que matin la seva filla, però en canvi se la porten a viure amb ells al bosc.

#### Bèlgica i els Països Baixos
Una versió flamenca d'Anvers recollida per Victor de Meyere és força semblant a la versió recollida pels germans Grimm. L'heroïna es diu Sneeuwwitje (Blancaneu en holandès), és la fillastra de la reina i la madrastra qüestiona un mirall. En lloc de nans, la princesa és acollida per set kabouters. En lloc d'anar a matar la mateixa Blancaneu, la reina envia dues vegades a la bruixa que li havia venut el mirall màgic perquè mati a Sneeuwwitje, primer amb una pinta i la segona amb una poma. Però la diferència més significativa és que el paper del príncep en aquesta versió és, en canvi, el pare de Blancaneu, el rei.
Una altra variant flamenca, aquesta de Hamme, difereix més de la història de Grimm. La que vol matar l'heroïna, aquí anomenada Mauricia, és la seva pròpia mare biològica. És convençuda per un dimoni amb un cap d'aranya que si la seva filla mor, es tornarà bella. La mare envia dos criats a matar la Mauricia, portant com a prova un floc dels seus cabells, una ampolla amb la seva sang, un tros de la seva llengua i un tros de la seva roba. Els criats estalvien la vida de la Mauricia, així com les seves ovelles. Per enganyar la mare de la Mauricia, compren una cabra i porten una ampolla amb la sang de l'animal i un tros de la seva llengua. Mentrestant, la Mauricia és presa per disset lladres que viuen en una cova al fons del bosc, en lloc de set nans. Quan la mare de la Mauricia descobreix que la seva filla encara és viva, va disfressada a la cova dels lladres. Ella converteix la seva filla en un ocell, i ella ocupa el seu lloc. El pla fracassa i la Mauricia recupera la seva forma humana, així que la mare intenta matar-la utilitzant un anell màgic que el dimoni li va regalar. La Mauricia es desperta quan un príncep li treu l'anell del dit. Quan ell li demana si es casaria amb ella, ella el rebutja i torna amb els disset lladres.

#### Península Ibèrica
Una de les primeres versions d'Espanya, titulada La hermosa hijastra (La bella fillastre), va ser recollit per Manel Milà i Fontanals, en què un dimoni li diu a la madrastra que la seva fillastra és més maca que ella quan es mira al mirall. La madrastra ordena als seus servents que portin la seva fillastra al bosc i la matin, portant una ampolla amb la seva sang com a prova. Però els criats li perdonen la vida i, en canvi, maten un gos. Vuit dies després, el dimoni li avisa que la sang de l'ampolla no és de la seva fillastra, i la madrastra torna a enviar els seus criats, ordenant-los que portin un dels seus dits del peu com a prova. Més tard, la fillastra descobreix quatre homes que viuen al bosc, dins d'una roca que es pot obrir i tancar amb les paraules adequades. Cada dia, després de veure els homes marxar, entra a la cova i la neteja. Creient que deu ser un intrús, els homes es tornen a quedar a la caverna, però el primer s'adorm durant el seu rellotge. El segon aconsegueix atrapar la noia, i accepten deixar que la noia visqui amb ells. Més tard, el mateix dimoni que va dir a la seva madrastra que la seva fillastra era més maca li regala a la noia un anell encantat, que té el mateix paper que la poma en la versió dels Grimm. La versió en català inclosa per Francesc Maspons i Labrós al segon volum de Lo Rondallayre segueix aquesta trama bastant de prop, amb algunes diferències menors.
En una versió mallorquina recollida per Antoni Maria Alcover i Sureda titulada Na Magraneta, una reina desitja tenir una filla després de menjar una magraneta i l'anomena Magraneta. Com en la versió dels Grimm, la reina pregunta al seu mirall qui és la més bella. El paper del nan el compleixen tretze homes que són qualificats de grans com uns gegants, que viuen en un castell al mig del bosc anomenat "Castell de la Colometa", les portes del qual es poden obrir i tancar per ordre. Quan la reina descobreix gràcies al seu mirall que la seva filla encara és viva, envia una fada malvada disfressada de vella. El paper de la poma enverinada el compleix un anell de ferro.
A una versió aragonesa titulada La bona filla (La buena hija) recollida per Romualdo Nogués y Milagro, no hi ha mirall. En canvi, la història comença amb la mare que ja odia la seva filla perquè és més guapa i ordena a una criada que la mati, posant com a prova el seu cor, la seva llengua i el seu dit petit. El criat l'estalvia i li porta a la mare el cor i la llengua d'un gos que va atropellar i diu que va perdre el dit. La filla és acollida per lladres que viuen en una caverna, però malgrat tot, encara troba a faltar la seva mare. Un dia apareix una dona gran i li regala un anell dient que si se'l posa veurà la seva mare. De fet, la filla cau inconscient quan se la posa perquè la vella és en realitat una bruixa que la vol segrestar, però no pot a causa de l'escapulari que la noia porta vestit, així que la tanca en un cofret de vidre, on el príncep la troba més tard.
Aurelio Macedonio Espinosa Sr. va recollir dues versions en castellà. La primera, titulada Blanca Flor, és de Villaluenga de la Sagra, a Toledo. En aquest el vilà és la pròpia mare biològica de l'heroïna, i com a Na Magraneta pregunta a un mirall si hi ha una dona més bella que ella. En lloc d'ordenar a un caçador o criat que mati la seva filla, després que el mirall li digui a la dona que la seva filla l'ha superada, ella mateixa intenta desfer-se de la seva filla, convidant-la a passejar pel camp, i quan arriben a un roca recita alguns encanteris del seu llibre, fent que la roca s'empassi la seva filla. Afortunadament gràcies a les seves pregàries a la Verge la filla sobreviu i surt de la roca, i més tard és acollida per dotze lladres que viuen en un castell. Quan la mare descobreix que la seva filla encara és viva, envia una bruixa a matar-la, que li regala una camisa de seda encantada. En el moment que se la posa, cau en un estat de mort. Més tard ha ressuscitat quan un sacristán es treu la camisa. La segona, titulada "La mare envejosa" (La madre envidiosa), prové de Jaraíz de la Vera, Càceres. Aquí el dolent també és la mare biològica de l'heroïna, i és una hostadera que pregunta a una bruixa si hi ha una dona més bonica que ella. En lloc d'una camisa, aquí el paper de la poma el compleixen unes sabates encantades. Aurelio de Llano Roza de Ampudia va recollir una versió asturiana de Teverga titulada "La madrastra envejosa" ("La madrastra envidiosa"), en què la madrastra tanca la seva fillastra en una habitació amb l'esperança que ningú la vegi i es pensi més bonica. Però l'intent fracassa quan un convidat li diu a la mare que la nena tancada a una habitació és més maca que ella. La història acaba amb els homes que van trobar l'heroïna discutint amb qui s'hauria de casar amb la noia una vegada que hagi ressuscitat, i ella els respon dient-los que decideix casar-se amb la criada que la va reviure. Aurelio Macedonio Espinosa Jr. va recollir quatre versions. El primer es titula "Blancaneu" (Blancanieves), és de Medina del Campo, Valladolid, i segueix bastant de prop l'argument de la versió dels Grimm amb gairebé diferències significatives. El mateix passa amb el segon, titulat Blancaflor, que prové de Tordesillas, una altra localitat de Valladolid. Els dos últims són els que presenten diferències més significatives, encara que com en el de Grimm la madrastra qüestiona un mirall màgic. "La Mala Madrastra" (La mala madrastra) ve de Sepúlveda, Segòvia, i també té en comptes de set nans els lladres que viuen en una cova al fons del bosc, que poden obrir i tancar al comandament. Aquí les paraules per fer-ho realitat són "Obre, julivert!" i "Tanca, menta!" L'última, Blancaflor, és de Siete Iglesias de Trabancos, també a Valladolid, acaba amb l'heroïna enterrada després de mossegar una pera enverinada, i el mirall proclamant que, ara que per fi ha mort la seva fillastra, la madrastra torna a ser la més bella.
Una de les primeres versions portugueses va ser recollida per Francisco Adolfo Coelho. Es titulava "Les sabates encantades" (Os sapatinhos encantados), on l'heroïna és la filla d'un hostaler, que pregunta als arriers si han vist una dona més maca que ella. Un dia, una respon que la seva filla és més maca. La filla es refugia amb un grup de lladres que viuen al bosc, i el paper de la poma el compleixen les sabates encantades titulars. Zófimo Consiglieri Pedroso va recopilar una altra versió, titulada "La reina vanitosa", en què la reina titular pregunta a les seves dames d'honor i criades qui és la més bella. Un dia, quan ella fa la mateixa pregunta al seu camarlenc, aquest li respon que la filla de la reina és més bella que ella. La reina ordena als seus servents que decapitin a la seva filla, que li portin la llengua com a prova, però ells l'estalvien i li porten a la reina una llengua de gos. La princesa és acollida per un home, que li dona dues opcions, viure amb ell com a dona o com a filla, i la princesa tria la segona. La resta del conte és força diferent de la majoria de les versions, amb la reina titular completament desapareguda de la història i la història centrada en lloc d'un príncep que s'enamora de la princesa.

#### Illes Britàniques
A la versió escocesa Gold-Tree i Silver-Tree, la reina Silver-Tree demana a una truita en un pou, en lloc d'un mirall màgic, qui és la més bella. Quan la truita li diu que Gold-Tree, la seva filla, és més bella, Silver-Tree fingeix caure malalta, declarant que la seva única cura és menjar-se el cor i el fetge de la seva pròpia filla. Per salvar la vida de la seva filla, el rei la casa amb un príncep, i serveix a la seva dona el cor i el fetge d'una cabra. Després que Silver-Tree descobreixi que ha estat enganyada gràcies a la truita, visita la seva filla i clava el dit a una espina enverinada. El príncep es torna a casar més tard, i la seva segona dona treu l'espina enverinada de l'Arbre d'Or, ressuscitant-la. Aleshores, la segona esposa enganya a la reina perquè begui el verí destinat a Gold-Tree. En una altra versió escocesa, Lasair Gheug, la filla del rei d'Irlanda, la madrastra de l'heroïna incrimina la princesa per l'assassinat del primogènit de la reina i aconsegueix fer-la jurar que mai dirà la veritat a ningú. Lasair Gheug, nom que en gaèlic significa Flama de Branques, es refugia amb tretze gats, que resulten ser un príncep encantat i els seus escuders. Després de casar-se amb el príncep i tenir tres fills amb ell, la reina descobreix que la seva fillastra encara és viva, també gràcies a una truita parlant, i envia tres gegants de gel per posar-la en un estat de mort. Com a Gold-Tree i Silver-Tree, el príncep pren una segona esposa després, i la segona dona és la que reviu l'heroïna. Thomas William Thompson va recopilar una versió en anglès de Blackburn titulada simplement Snow White que segueix la trama de Grimm molt més de prop, encara que amb algunes diferències significatives, com ara que Blancaneu és presa per tres lladres en lloc de set nans.

#### Escandinàvia
Una de les primeres versions daneses recollides va ser Snehvide (Blancaneu), de Mathias Winther. En aquesta variant, la madrastra és la infermera de la princesa, que persuadeix a Blancaneu perquè demani al seu pare que es casa amb ella. Com que el rei diu que no es tornarà a casar fins que l'herba creixi a la tomba de la mare de la princesa, la infermera planta llavors màgiques a la tomba perquè l'herba creixi més ràpid. Aleshores, després que el rei es casa amb la infermera, Blancaneu es promet amb un príncep, que la tria per sobre de les tres filles biològiques de la infermera, però després el rei i el príncep van haver de marxar per lluitar en una guerra. La reina aprofita la seva oportunitat per perseguir a Blancaneu i acaba vivint amb els nans a una muntanya. Quan la reina descobreix que la Blancaneu encara és viva gràcies a un mirall màgic, envia tres vegades a les seves filles, cada cop una d'elles, amb regals enverinats per donar-li-los. Amb el tercer regal, una poma enverinada, Blancaneu cau en un somni profund i els nans la deixen al bosc, tement que el rei els acusés de matar-la un cop torni. Quan el rei i el príncep finalment tornen de la guerra i troben el cos de Blancaneu, el rei mor de pena, però el príncep aconsegueix despertar-la. Després d'això veiem un final força semblant als que hi ha a La noia de l'oca i Les tres taronges de l'amor el príncep i la Blancaneu es casen, i el príncep convida la madrastra i li pregunta quin càstig mereix algú que ha fet mal a algú tan innocent com Blancaneu. La reina proposa posar el culpable dins d'un barril ple d'agulles, i el príncep li diu a la madrastra que ha pronunciat la seva pròpia sentència. Evald Tang Kristensen va recopilar una versió titulada La nena bonica i els bols de cristall (Den Kjønne Pige og de Klare Skåle), que, com algunes variants italianes, combina el conte tipus 709 amb el tipus 410. En aquesta versió, la madrastra qüestiona un parell de bols de cristall en comptes d'un mirall màgic, i quan li diuen que la seva fillastra és més maca, envia la van a la cabana d'una bruixa on l'enganyaven per menjar-se una farineta que la deixa embarassada. Avergonyida que la seva filla s'hagi quedat embarassada fora del matrimoni, l'expulsa, però la nena és acollida per un pastor. Més tard, un corb deixa caure un anell al terra de les barraques i, quan l'heroïna se'l posa, cau en un estat de mort. Creient-se morta, el pastor es mata i l'heroïna és ressuscitada quan dona a llum bessons, cadascun d'ells amb una estrella al front, i un d'ells es xucla l'anell del dit. Més tard la troba un príncep, la mare del qual intenta matar la nena i els seu fill.
Una versió sueca titulada "La filla del sol i els dotze prínceps embruixats" (Solens dotter och de tolv förtrollade prinsarna) comença de manera molt semblant a la versió dels Grimm, amb una reina que desitja tenir un fill blanc com la neu i vermell com la sang, però aquest nen va resultar no ser l'heroïna sinó la vilana, la seva pròpia mare biològica. En lloc d'un mirall, la reina li pregunta al Sol, que li diu que la seva filla la superarà en bellesa. Per això la reina ordena que la seva filla sigui criada al camp, lluny de la Cort Reial, però quan és hora que la princesa torni, la reina ordena a un criat que la tiri a un pou abans que arribi. A la part inferior, la princesa es troba amb dotze prínceps maleïts per ser quimeres, i accepta viure amb ells. Quan la reina i la criada descobreixen que està viva, li donen caramels enverinats, que ella menja. Després de ser reviscada per un jove rei, es casa amb ell i té un fill amb ell, però la reina se'n va al castell fent-se passar per una llevadora, es posa una agulla al cap i converteix la seva filla en un ocell d'or, i llavors la reina ocupa el lloc de la seva filla. Després de desencantar els dotze prínceps amb el seu cant, la princesa torna a la cort, on finalment ha recuperat la seva forma humana, i la seva mare és castigada perquè creia que es va menjar a la seva pròpia filla mentre encara estava sota l'encanteri.

#### Grècia i Àrea Mediterrània
El folklorista francès Henri Carnoy va recopilar una versió grega, titulada "Marietta i la bruixa, la seva madrastra" (Marietta et la Sorcière, sa Marâtre), en què l'heroïna és manipulada per la seva institutriu per matar la seva pròpia mare, de manera que la institutriu podria casar-se amb el seu pare. Poc després de casar-se amb el pare de Marietta, la nova madrastra ordena al seu marit que es desfés de la seva filla. La Marietta acaba vivint en un castell amb quaranta gegants. Mentrestant, la madrastra de Marietta, creient que la seva fillastra ha mort, pregunta al Sol qui és la més bella. Quan el Sol respon que la Marietta és més bella, s'adona que la seva fillastra encara és viva i, disfressada de venedor ambulant, va al castell dels gegants per matar-la. Va dues vegades, la primera intenta matar-la amb un anell encantat, i la segona amb raïm enverinat. Després que Marietta es desperta i es casa amb el príncep, la madrastra va al castell del príncep fent-se passar per una llevadora, li posa una forquilla a Marietta. el cap per convertir-la en un colom, i després ocupa el seu lloc. Després de diverses transformacions, Marietta recupera la seva forma humana i la seva madrastra és castigada. Georgios A. Megas va recopilar una altra versió grega, titulada Myrsina, en què els antagonistes són les dues germanes grans de l'heroïna, i el paper dels set nans el compleixen els Dotze Mesos.
El diplomàtic austríac Johann Georg von Hahn va recopilar una versió d'Albània, que també comença amb l'heroïna, anomenada Marigo, que mata la seva mare perquè la seva institutriu es pugui casar amb el seu pare. Però després del matrimoni, la madrastra de Marigo demana al rei que es desfés de la princesa, però en comptes de matar-la, el rei només abandona la seva filla al bosc. Marigo troba un castell habitat per quaranta dracs en comptes de gegants, que la prenen com la seva germana substituta. Després de descobrir que la seva fillastra encara és viva gràcies també al Sol, la reina envia dues vegades el seu marit al castell dels dracs per matar la Marigo, primer amb forquillas encantades i la segona amb un anell encantat. En una altra versió albanesa, titulada Fatiméi recollits pel folklorista francès Auguste Dozon, els antagonistes són també les dues germanes grans de l'heroïna, com a Myrsina.

#### Rússia i Europa de l'Est
Segons Christine Shojaei Kawan, la versió més antiga de la història de Blancaneu és un conte rus publicat de manera anònima l'any 1795. L'heroïna és Olga, la filla d'un comerciant, i el paper del mirall màgic és interpretat per uns captaires que comenten la seva bellesa.
Aleksandr Afanàssiev va recopilar una versió russa titulada "El mirall màgic", en què el motiu pel qual l'heroïna ha d'abandonar la casa dels seus pares és diferent de l'habitual. En lloc de ser filla d'un rei, és filla d'un comerciant, que es queda amb el seu oncle mentre el seu pare i els seus germans viatgen. Durant la seva absència, l'oncle de l'heroïna intenta agredir-la, però ella frustra els seus plans. Per venjar-se, escriu una carta al pare de l'heroïna, acusant-la de mala conducta. Creient-se el que hi ha escrit a la carta, el comerciant envia el seu fill a casa per matar la seva pròpia germana, però el fill del comerciant no confia en la carta del seu oncle, i després de descobrir que el que hi ha a la carta són mentides, adverteix a la seva germana, que s'escapa i està acollit per dos bogatyrs. Els elements de la madrastra i el mirall s'introdueixen molt més tard, i el mercader torna a casa pensant que la seva filla és morta i es torna a casar amb la dona que té el mirall màgic del títol, i li diu que la seva fillastra encara é viva i és més bonica del que ella ho és. En una altra versió russa l'heroïna és filla d'un tsar, i la seva madrastra decideix matar-la després de demanar-li tres miralls diferents i tots li van dir que les seves fillastres són més maques que ella. El paper dels nans el compleixen dotze germans maleïts per ser falcons, que viuen al cim d'una muntanya de vidre.
Arthur i Albert Schott van recopilar una versió romanesa titulada "El mirall màgic" (alemany: Der Zauberspiegel; romanès: Oglinda fermecată), en què la vilana és la mare biològica de l'heroïna. Després que el mirall titular li digui que la seva filla és la més guapa, la porta a passejar pel bosc i alimenta el seu pa extremadament salat, de manera que la seva filla tindrà tanta set que acceptaria deixar-li esquinçar els ulls a canvi d'aigua. Un cop la filla queda cegada, la seva mare la deixa al bosc, on aconsegueix recuperar els ulls i és atrapada per dotze lladres. Després de descobrir que la seva filla encara viu, la mare envia tres vegades una dona gran a casa dels lladres. La primera li regala un anell a la filla, la segona arracades i la tercera flors enverinada. Després que l'heroïna es casa amb el príncep, aquesta té un fill i la mare va al castell fent-se passar per una llevadora per matar tant la seva filla com el nounat. Després de matar el nen, és aturada bans no mati l'heroïna.
El conte de Pushkin "El conte de la princesa morta i els set cavallers" té una semblança sorprenent amb el conte de la Blancaneu. No obstant això, la Princesa Morta es fa amiga de 7 cavallers en comptes de nans, i són el Sol i la Lluna qui ajuden el Príncep al lloc de descans de la Princesa Morta, on trenca amb l'espasa el taüt de la Tsarevna, tornant-la a la vida.

### Amèrica
En un conte de Louisiana, Lé Roi Pan ("El rei paó"), una mare té un fill que es torna més bonic que ella, així que ordena a la infermera de la seva filla que la mati. La filla es resigna al seu destí, però la infermera l'estalvia i li dona tres llavors. Després de no poder ofegar-se en un pou i ser menjada per un ogre, la noia menja una llavor i cau en un son profund. La família de l'ogre (que la va acollir després de veure la seva bellesa) la va posar en un taüt de cristall perquè surés pel riu. El seu taüt el troba el Rei Paó titular, que li treu la llavor de la boca i la desperta.
Tres variants es van registrar a Puerto Rico. Dos anomenats " Blanca Nieves " i el tercer " Blanca Flor " ("Flor Blanca").

### Àfrica
Robert Hamill Nassau va recopilar un conte titulat La bella filla de l'Àfrica occidental, on la mare de l'heroïna intenta matar-la, els nans són substituïts per lladres i ella mateixa es converteix en madrastra d'una noia que va trencar la maledicció del son.
En un conte suahili, La dona més bella del món, la dona del sultà té una filla anomenada Amina. Quan pregunta al Sol i a la Lluna qui és el més bonic, les lluminàries responen que és Amina. La noia finalment fuig de casa i viu amb genis.

## Adaptacions

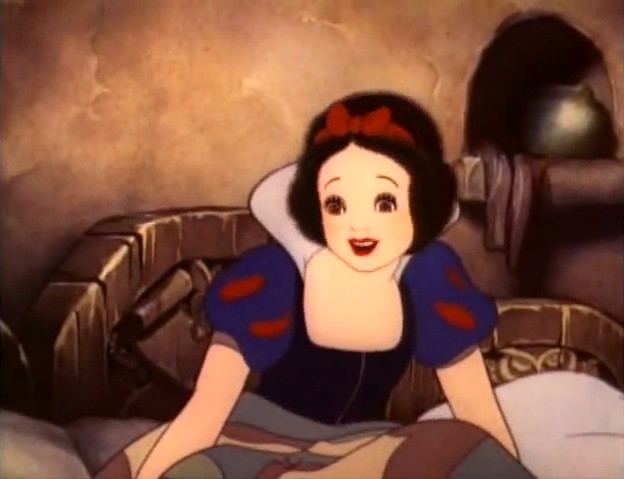
Blancaneu al tràiler de Blancaneu i els set nans de Walt Disney (1937)

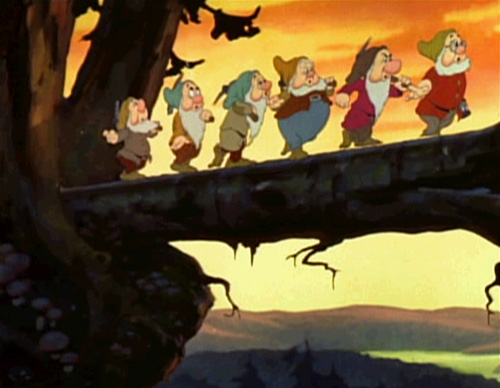
La famosa seqüència "Heigh-Ho" de l'adaptació de 1937

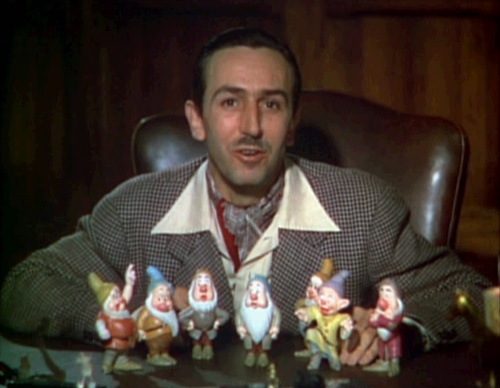
Walt Disney presenta els Set nans al tràiler de Blancaneu i els set nans de Walt Disney (1937)

### Cinema- imatge real
- Blancaneu (1902), una pel·lícula muda perduda feta el 1902. Va ser la primera vegada que el clàssic conte de fades dels germans Grimm de 1812 es va convertir en una pel·lícula.
- Blancaneu (1916), una pel·lícula muda de Famous Players-Lasky produïda per Adolph Zukor i Daniel Frohman, dirigida per J. Searle Dawley, i protagonitzada per Marguerite Clark, Creighton Hale i Dorothy Cumming.
- I sette nani alla riscossa (Els set nans al rescat) (1951), una pel·lícula italiana basada en el conte de fades.
- Lumikki ja 7 jätkää (The Snow White and the 7 Dudes) (1953), una pel·lícula de comèdia musical finlandesa dirigida per Ville Salminen, basada lliurement en el conte de fades.[96]
- Schneewittchen und die sieben Zwerge (1955), una adaptació alemanya d'acció real del conte de fades.
- Blancaneu i els set companys  (1955), una pel·lícula de Hong Kong com Chow Sze-luk, Lo Yu-kei Dirs
- Snow White and the Three Stooges (1961), protagonitzada pels Tres Grillats amb Carol Heiss com a Blancaneu i Patricia Medina com la Reina Malvada.
- Blancaneu (1962), una pel·lícula de contes de fades d'Alemanya de l'Est dirigida per Gottfried Kolditz.
- Les noves aventures de Blancaneu  (1969), una pel·lícula de comèdia sexual alemanya occidental dirigida per Rolf Thiele i protagonitzada per Marie Liljedahl, Eva Reuber-Staier i Ingrid van Bergen. La pel·lícula dona un toc eròtic a tres contes clàssics de Blancaneu, Ventafocs i La Bella Dorment.
- Pamuk Prenses ve 7 Cüceler (1970), un remake turc d'acció en viu de la pel·lícula de Disney de 1937.
- Blancaneu (1987), protagonitzada per Diana Rigg com la Reina malvada i Nicola Stapleton i Sarah Patterson com a Blancaneu.
- Schneewittchen und das Geheimnis der Zwerge (1992), una adaptació alemanya del conte de fades.
- Blancaneu: un conte de terror (1997), Snow White: A Tale of Terror (1997), protagonitzada per Sam Neill com el pare de Blancaneu, Sigourney Weaver com la Reina Malvada i Monica Keena com Blancaneu.
- 7 Zwerge – Männer allein im Wald (2004), una pel·lícula de comèdia alemanya
- The Brothers Grimm (2005), una pel·lícula d'aventures fantàstica dirigida per Terry Gilliam i protagonitzada per Matt Damon, Heath Ledger i Lena Headey.
- 7 Zwerge – Der Wald ist nicht genug (2006), seqüela de la pel·lícula alemanya de 2004 7 Nans – Homes sols al bosc
- Sydney White (2007), una modernització, protagonitzada per Amanda Bynes
- Blancanieves (2012), una pel·lícula espanyola muda i en blanc i negre basada en el conte de fades, protagonitzada per Macarena García i Maribel Verdú.[97]
- Mirror Mirror (2012), protagonitzada per Julia Roberts com la reina malvada Clementianna,[98] Lily Collins com Blancaneu, Armie Hammer com el príncep Andrew Alcott i Nathan Lane com Brighton, el majordom de la reina.[99]
- La sèrie Caçador :
  - Blancaneu i la llegenda del caçador (2012), protagonitzada per Kristen Stewart, Charlize Theron, Chris Hemsworth, and Sam Claflin.
  - El Caçador_ Guerra d'hivern (2016), que presenta a Blancaneu com a personatge secundari.
- Blancaneu (2025), un proper remake de la versió animada de Disney de, protagonitzada per Rachel Zegler com a Blancaneu, Gal Gadot com la Reina Malvada i Andrew Burnap com un nou personatge anomenat Jonathan.

### Cinema - Animació
- Snow-White (1933), també coneguda com a Betty Boop in Snow-White, una pel·lícula de la sèrie Betty Boop dels Fleischer Studios de Max Fleischer.
- Blancaneu i els set nans (1937), una pel·lícula d'animació basada en el conte de fades, amb Adriana Caselotti com a veu de Blancaneu. Es considera àmpliament l'adaptació més coneguda de la història, en part gràcies a que es va convertir en un dels primers llargmetratges d'animació i laprimera pel·lícula d'animació de Disney.
- Coal Black and de Sebben Dwarfs (1943) és un dibuix animat de Merrie Melodies dirigit per Bob Clampett. El curt es va estrenar el 16 de gener de 1943. Tot és una paròdia del conte de fades.
- Happily Ever After (1989) és una pel·lícula de fantasia musical d'animació nord-americana de 1989 escrita per Robby London i Martha Moran, dirigida per John Howley, produïda per Filmation.
- Snow White: The Sequel (2007) és una pel·lícula de comèdia d'animació per a adults belga/francesa/britànica dirigida per Picha. Està basat en el conte de fades de Blancaneu i pensat com una seqüela de la clàssica adaptació animada de Disney. Tanmateix, com tots els dibuixos animats de Picha, la pel·lícula és en realitat una comèdia sexual amb moltes bromes i escenes de sexe.
- The Seventh Dwarf (2014) (alemany: Der 7bte Zwerg), és una pel·lícula alemanya d'animació per ordinador en 3D creada el 2014. La pel·lícula es basa en el conte de fades La Bella dorment i personatges de Blancaneu i els set nans.

### Directe a vídeo: animació
- Amada Anime Series: Super Mario Bros. (1989), una sèrie OVA de tres parts amb personatges de Mario en diferents contes de fades.
- Snow White and the Magic Mirror (1994), produïda per Fred Wolf Films Dublin.
- Snow White (1995), una pel·lícula japonesa-americana Jetlag Productions.
- Happily N'Ever After 2: Snow White—Another Bite @ the Apple (2009), una pel·lícula directa a vídeo animada per ordinador nord-americà-alemanya i seqüela de Happily N'Ever After
- Charming (2018), una pel·lícula d'animació amb Blancaneu com una de les princeses, amb la veu d'Avril Lavigne.
- Red Shoes and the Seven Dwarfs (2019), una pel·lícula d'animació coreana-nord-americana basada en el conte de fades, amb la veu de Chloë Grace Moretz.[100]

### Animació - Televisió
- Festival of Family Classics (1972–73), episodi Blancaneu i els set nans, produït per Rankin/Bass i animat per Mushi Production.
- Manga Sekai Mukashi Banashi (1976–79), sèrie d'antologia d'anime animada per Dax International té una adaptació de 10 minuts.
- A Snow White Christmas és un especial de televisió animat de Nadal produït per Filmation i emès per televisió el 19 de desembre de 1980 a CBS.
- Un episodi de 1984 d' Alvin i els esquirols anomenat Snow Wrong es basa en el conte de fades, amb Brittany of The Chipettes com a Blancaneu
- My Favorite Fairy Tales (Sekai Dōwa Anime Zenshū) (1986), una antologia de televisió d'anime, té una adaptació de 30 minuts.
- Grimm's Fairy Tale Classics (1987–89) una sèrie de televisió d'anime basada en les històries de Grimm, com una adaptació de quatre episodis de mitja hora.
- La temporada 7 de Garfield and Friends va tenir una història en dues parts que paròdia el conte de fades anomenat "Snow Wade and the 77 Dwarfs".
- World Fairy Tale Series (Anime sekai no dōwa) (1995), antologia de televisió d'anime produïda per Toei Animation, té una adaptació de mitja hora
- Wolves, Witches and Giants (1995–99), especial Blancaneu (1997).
- Les tres bessones  (1997-2003), temporada 1 episodi 2.
- Simsala Grimm (1999-2010), episodi 8 de la temporada 2.
- Els Rugrats també representen el conte de fades amb Angelica Pickles com a Reina malvada, Susie Carmichael com a Blancaneu i Tommy Pickles, Dil Pickles, Kimi Finster, Chuckie Finster, Phil i Lil DeVille i Spike the Dog com Els set nans
- La sèrie web animada Ever After High (2013-2017) basada en la línia de nines del mateix nom, compta amb els personatges principals de Raven Queen, filla de la Reina Malvada, i Apple White, filla de Blancaneu. Les mares dels dos protagonistes també apareixen a l'especial Jocs del Drac .
- RWBY (2013) és una sèrie web que inclou personatges anomenats "Weiss Schnee" i "Klein Sieben", en alemany "White Snow" i "Small Seven" (no obstant això, gramaticalment incorrecte, ja que seria "Weisser Schnee" i "Kleine". Sieben").
- Muppet Babies (1984 TV series) va parodiar el conte a "La Blancaneu i els set Muppets", amb els nadons Muppet interpretant la història.
- A l'episodi Quatre grans dones i una manicura de The Simpsons, la Lisa explica la seva pròpia variació del conte, amb ella mateixa com a Blancaneu.
- La revolta dels contes (2016), pel·lícula de televisió basada en el llibre homònim de 1982 escrit per Roald Dahl amb Blancaneu com un dels personatges principals.

### Acció en directe - Televisió
- The Brady Bunch (1973), a l'episodi "Snow White and the Seven Brady", els Brady van muntar una producció de "Snow White and the Seven Dwarfs" al pati del darrere, amb cadascun dels Brady interpretant un dels personatges.
- El Chapulín Colorado (1978), a l'episodi de tres parts "Blancanieves y los siete Churi Churín Fun Flais" que es creua amb El Chavo del Ocho on Chapulin visita la classe del professor Jirafales per narrar la història de Blancaneu per als nens. Blancaneu és interpretada per Florinda Meza mentre que la Reina Malvada és interpretada per María Antonieta de las Nieves.
- Faerie Tale Theatre (1984) té un episodi basat en el conte de fades protagonitzat per Vanessa Redgrave com la reina malvada, Elizabeth McGovern com Blancaneu, i Vincent Price com el mirall màgic.
- A Smoky Mountain Christmas (1986) és un relat de Blancaneu, excepte que està ambientat a les Muntanyes Fumeants i hi ha orfes en lloc de nans.
- Saved by the Bell (1992), a l'episodi "Blancaneu i els set nans", l'escola posa una versió hip hop de "Blancaneu i els set nans".
- The 10th Kingdom (2000) és una minisèrie de televisió amb Blancaneu com a personatge principal.
- Snow White: The Fairest of Them All (2001), protagonitzada per Kristin Kreuk com a Blancaneu i Miranda Richardson com la reina Elspeth.
- Schneewittchen (2009), una pel·lícula alemanya feta per a la televisió protagonitzada per Laura Berlin com a Blancaneu.
- Blanche Neige (2009) - Pel·lícula de televisió francesa
- Once Upon a Time (2011) és una sèrie de televisió amb Blancaneu, el príncep encantador, la seva filla Emma Swan i la reina malvada com a personatges principals..

### Acció en directe: directe a vídeo
- Neberte nám princeznú (1981) ("Que la princesa es quedi amb nosaltres) és una versió moderna del conte de fades Blancaneu i els set nans, protagonitzada per Marika Gombitová. El musical va ser dirigit per Martin Hoffmeister i es va estrenar el 1981.
- Grimm's Snow White (2012), protagonitzada per Eliza Bennett com a Blancaneu i Jane March com la malvada reina Gwendolyn.
- Snow White: A Deadly Summer (2012) és una pel·lícula de terror nord-americana dirigida per David DeCoteau i protagonitzada per Shanley Caswell, Maureen McCormick i Eric Roberts. La pel·lícula es va publicar directament en DVD i descàrrega digital el 20 de març de 2012

### Música i àudio
- Sonne (2001) és un vídeo musical de la cançó de la banda de Neue Deutsche Härte Rammstein, on la banda són nans que busquen or per a Blancaneu..
- Charmed (2008), un àlbum de Sarah Pinsker, inclou una cançó anomenada "Twice the Prince" en la qual Blancaneu s'adona que prefereix un nan al príncep encantador.
- The Boys (2011), el tercer àlbum d'estudi de Girls' Generation inclou una foto conceptual de Taeyeon inspirada en Blancaneu.
- Hitoshizuku i Yamasankakkei són dos productors de Vocaloid japonesos que van crear una cançó anomenada Genealogy of Red, White and Black (2015) basada en el conte de Blancaneu amb algunes diferències, la cançó inclou els Vocaloids Kagamine Rin/Len i Lily.
- John Finnemore's Souvenir Programme S5E1 (2016 inclou un esbós de comèdia que parodia l'escena del mirall màgic.[101][102][103]
- El vídeo musical de Va Va Voom (2012) inclou Nicki Minaj en una parodia del conte de fades.

### A la literatura
- L'autor alemany Ludwig Aurbacher va utilitzar la història de Blancaneu al seu conte literari Die zwei Brüder ("Els dos germans") (1834).[104]
- Blancaneu (1967), una novel·la postmoderna de Donald Barthelme que descriu la vida de Blancaneu i els nans.
- Blancaneu i els set nans (1971), un poema d'Anne Sexton a la seva col·lecció Transformations, en què torna a imaginar setze dels contes de fades de Grimm.[105]
- Blancaneu a Nova York (1986), un llibre d'imatges de Fiona French ambientat a la Nova York dels anys 20.
- "Blancaneu" (1994), un conte escrit per James Finn Garner, de Politically Correct Bedtime Stories: Modern Tales For Our Life & Times.
- "Snow, Glass, Apples", una història curta de 1994 escrita per Neil Gaiman, que reescriu gairebé explícitament el conte per fer de Blancaneu una entitat semblant a un vampir a la qual s'oposa la reina, mentre que el príncep està fortament implicat que té gustos necròfils.
- Black as Night, novel·la del 2004 de Regina Doman ambientada a la ciutat de Nova York contemporània.
- Six-Gun Snow White (2013), una novel·la de Catherynne M. Valente que torna a explicar la història de Blancaneu en un ambient del Far West.
- Tímakistan (2013), novel·la d'Andri Snær Magnason, adaptació de Blancaneu .
- Boy, Snow, Bird (2014), una novel·la d'Helen Oyeyemi que adapta la història de Blancaneu com una faula sobre la raça i les idees culturals de bellesa.[106]
- Winter (2015), una novel·la de Marissa Meyer basada en la història de Blancaneu.
- Girls Made of Snow and Glass (2017), una novel·la de Melissa Bashardoust que és una visió subversiva i feminista del conte de fades original.[107]
- Sadie: An Amish Retelling of Snow White (2018) de Sarah Price
- Shattered Snow (2019), una novel·la de viatges en el temps de Rachel Huffmire, uneix la vida de Margaretha von Waldeck i la interpretació de Blancaneu dels germans Grimm.
- La princesa i la reina malvada (2019), una novel·la de Lola Andrews, narra la història com una història d'amor sensual entre Blancaneu i la reina malvada.

### Al teatre
- Snow White and the Seven Dwarfs (1912), una obra de Jessie Braham
- Snövit (1950), obra d'Astrid Lindgren
- La història de Blancaneu és un tema popular per a pantomima britànica.

### En còmics
- The Haunt of Fear (1953) va ser un còmic de terror que presentava una reimaginació horripilant de Blancaneu.
- Prétear (Prétear - La nova llegenda de Blancaneu) és un manga (2000) i un anime (2001) inspirats lliurement en la història de Blancaneu, amb una òrfena de setze anys que coneix set cavallers màgics que han jurat protegir-la.
- Stone Ocean (2002), la sisena part de la sèrie de manga de llarga durada, J JoJo's Bizarre Adventure d'Hirohiko Araki, presenta a Blancaneu com un dels diferents personatges de ficció donats a la vida per l'estand, Bohemian Rhapsody. També va aparèixer en la seva adaptació a l'anime.
- Fables (2002), un còmic creat per Bill Willingham, presenta a Blancaneu com a personatge principal de la sèrie.
- MÄR (Märchen Awakens Romance) és una sèrie japonesa de manga (2003) i anime (2005) on un estudiant normal (al món real) es transporta a una altra realitat poblada per personatges que s'assemblen vagament a personatges de contes de fades, com Blancaneu, Jack (de Jack i la mongetera) i Dorothy de El mag d'Oz.
- Snow White with the Red Hair és un manga (2006) i anime (2015) que s'obre amb una adaptació fluixa del conte de fades, amb un príncep malvat perseguint una noia amb els cabells sorprenentment vermells.
- Junji Ito's Snow White (2014) és un manga de Junji Ito que torna a explicar la història amb Blancaneu ressuscitant repetidament dels assassinats a mans de la reina.
- Monica and Friends té moltes històries que parodien Blancaneu. Cal destacar que una de les històries "Branca de Fome e os Sete Anões" va ser adaptada a un episodi animat.

### Videojocs
- Dark Parables (des del 2010), una sèrie de videojocs d'ordinador amb contes de fades. Blancaneu apareix com un personatge recurrent en algunes entregues.

### Altres
- La desfilada de moda Pucca Primavera/Estiu 2011 es va inspirar en Blancaneu i la seva malvada madrastra, la Reina. La model d'obertura, Stella Maxwell, anava vestida com una Blancaneu moderna a l'estil de Lolita amb una dessuadora amb caputxa, minifaldilla i talons alts.[108] A causa de les seves sabates altíssimes, va caure a la passarel·la i va deixar caure la poma vermella que portava.[109]
- Joanne Eccles, acròbata eqüestre, va guanyar el títol de Campiona del Món d'Acrobacia (Salt Internacional de Bordeus) l'any 2012. Va interpretar Blancaneu durant la primera part de l'esdeveniment.
- A la franquícia de nines Ever After High, Blancaneu té una filla anomenada Apple White, i la reina té una filla anomenada Raven Queen.
- The Wolf Among Us (2013), el videojoc de Telltale Games basat en la sèrie de còmics Fables
- Al parc d'atraccions d'Efteling, Blancaneu i els nans viuen al bosc de contes de fades al costat del castell de la seva sogra.